# Euphyia californiata
Euphyia californiata är en fjärilsart som beskrevs av Holland. Euphyia californiata ingår i släktet Euphyia och familjen mätare. Inga underarter finns listade i Catalogue of Life.